# Iloilo City
Iloilo City is een stad in de Filipijnse provincie Iloilo op het eiland Panay. De stad is de hoofdstad van de provincie en tevens het regionale centrum van de regio Western Visayas. Bij de laatste census in 2010 telde de stad bijna 425 duizend inwoners.

## Mensen en cultuur

### Talen
De meestgesproken taal in Iloilo City, evenals in de rest van Iloilo en in Negros Occidental, is Hiligaynon. Daarnaast worden Tagalog en lokale dialecten, zoals Karay-a ne Bisaya, gesproken. Net als in vele andere delen van de Filipijnen wordt ook Engels hier veel gesproken.

## Geografie

### Bestuurlijke indeling
Iloilo City is onderverdeeld in de volgende 180 barangays. Deze barangays zijn verdeeld over de volgende zes districten:
- Arevalo (13 barangays)
- City Proper (45 barangays)
- Jaro (42 barangays)
- La Paz (37 barangays)
- Mandurriao (18 barangays)
- Molo (25 barangays)

Al deze districten waren vroeger afzonderlijke plaatsen en zijn in 1937 samengevoegd toen Iloilo City de status van stad kreeg toegewezen. Zie voor de complete lijst van barangays de uitklaplijst hieronder:
- Abeto Mirasol Taft South
- Aguinaldo
- Airport
- Alalasan Lapuz
- Arguelles
- Arsenal Aduana
- Bakhaw
- Balabago
- Balantang
- Baldoza
- Bantud
- Banuyao
- Baybay Tanza
- Benedicto
- Bito-on
- Bolilao
- Bonifacio
- Bonifacio Tanza
- Buhang
- Buhang Taft
- Buntatala
- Burgos-Mabini-Plaza
- Caingin
- Calahunan
- Calaparan
- Calubihan
- Calumpang
- Camalig
- Cochero
- Compania
- Concepcion-Montes
- Cuartero
- Cubay
- Danao
- Delgado-Jalandoni-Bagumbayan
- Democracia
- Desamparados
- Divinagracia
- Don Esteban-Lapuz
- Dulonan
- Dungon
- Dungon A
- Dungon B
- East Baluarte
- East Timawa
- Edganzon
- El 98 Castilla
- Fajardo
- Flores
- General Hughes-Montes
- Gloria
- Gustilo
- Guzman-Jesena
- Habog-habog Salvacion
- Hibao-an Norte
- Hibao-an Sur
- Hinactacan
- Hipodromo
- Inday
- Infante
- Ingore
- Jalandoni Estate-Lapuz
- Jalandoni-Wilson
- Javellana
- Jereos
- Kahirupan
- Kasingkasing
- Katilingban
- Kauswagan
- Laguda
- Lanit
- Lapuz Norte
- Lapuz Sur
- Legaspi dela Rama
- Liberation
- Libertad
- Libertad-Lapuz
- Loboc-Lapuz
- Lopez Jaena
- Lopez Jaena Norte
- Lopez Jaena Sur
- Luna
- Luna
- M. V. Hechanova
- Mabolo-Delgado
- Macarthur
- Magdalo
- Magsaysay
- Magsaysay Village
- Malipayon-Delgado
- Mansaya-Lapuz
- Marcelo H. del Pilar
- Maria Clara
- Maria Cristina
- Mohon
- Molo Boulevard
- Monica Blumentritt
- Montinola
- Muelle Loney-Montes
- Nabitasan
- Navais
- Nonoy
- North Avanceña
- North Baluarte
- North Fundidor
- North San Jose
- Obrero-Lapuz
- Ortiz
- Osmeña
- Our Lady Of Fatima
- Our Lady Of Lourdes
- Oñate de Leon
- PHHC Block 17
- PHHC Block 22
- Pale Benedicto Rizal
- Poblacion Molo
- President Roxas
- Progreso-Lapuz
- Punong-Lapuz
- Quezon
- Quintin Salas
- Railway
- Rima-Rizal
- Rizal
- Rizal Estanzuela
- Rizal Ibarra
- Rizal Palapala I
- Rizal Palapala II
- Roxas Village
- Sambag
- Sampaguita
- San Agustin
- San Antonio
- San Felix
- San Isidro
- San Isidro
- San Jose
- San Jose
- San Jose
- San Juan
- San Nicolas
- San Pedro
- San Pedro
- San Rafael
- San Roque
- San Vicente
- Santa Cruz
- Santa Filomena
- Santa Rosa
- Santo Domingo
- Santo Niño Norte
- Santo Niño Sur
- Santo Rosario-Duran
- Seminario
- Simon Ledesma
- Sinikway
- So-oc
- South Baluarte
- South Fundidor
- South San Jose
- Taal
- Tabuc Suba
- Tabuc Suba
- Tabucan
- Tacas
- Tagbac 063022179
- Tanza-Esperanza
- Tap-oc
- Taytay Zone II
- Ticud
- Timawa Tanza I
- Timawa Tanza II
- Ungka
- Veterans Village
- Villa Anita
- West Habog-habog
- West Timawa
- Yulo Drive
- Yulo-Arroyo
- Zamora-Melliza

## Demografie
Iloilo City had bij de census van 2010 een inwoneraantal van 424.619 mensen. Dit waren 5.909 mensen (1,4%) meer dan bij de vorige census van 2007. Ten opzichte van de census van 2000 was het aantal inwoners gegroeid met 58.228 mensen (15,9%). De gemiddelde jaarlijkse groei in die periode kwam daarmee uit op 1,49%, hetgeen lager was dan het landelijk jaarlijks gemiddelde over deze periode (1,90%).

De bevolkingsdichtheid van Iloilo City was ten tijde van de laatste census, met 424.619 inwoners op 78,34 km², 5420,2 mensen per km².

## Bestuur en politiek
Zoals alle steden in de Filipijnen wordt Iloilo bestuurd door een burgemeester. De huidige burgemeester van de stad, Jed Patrick Mabilog, is tijdens de verkiezingen van 2013 voor zijn tweede termijn gekozen. De viceburgemeester van Iloilo is vanaf 30 juni 2010 Jose S. Espinosa III. Hij is de voorzitter van de stadsraad. Deze raad is samengesteld uit veertien raadsleden. Twaalf daarvan zijn gekozen "at large" en het dertiende ex-officio raadslid is de voorzitter van de Liga ng mga Barangay).
De stad Iloilo heeft één afgevaardigde in het Filipijnse Huis van Afgevaardigden, onderdeel van het Filipijns Congres. Deze afgevaardigde vertegenwoordigt het Kiesdistrict van Bacolod. De huidige afgevaardigde is sinds 2010 Geronimo "Jerry" P. Treñas
Lijst van burgemeesters van Iloilo vanaf 1900
| - Jose N. Gay (1900-1901) - Matias Ybiernas (1901-1902) - Rosauro Jocson (1903-1904) - Juan de Leon (1904-1905) - Rosauro Jocson (1906-1908) - Rosauro Jocson (1909) - Quirino Abeto (1910-1912) - Quirino Abeto (1913-1916) - Gerardo Hervas (1971-1919) - Vicente Ybiernas (1920-1921) - Vicente Ybiernas (1921-1922) - Serapion Torre (1923-1925) - Eulogio Garganera (1926-1928) | - Eulogio Garganera (1929-1931) - Leopoldo Ganzon (1932-1934) - Eulogio Garganera (1935-1936) - Ramon Campos (1936-1941) - Vicente Ybiernas (1941-1944) - Mariano Benedicto (1945) - Fernando Lopez (1945-1947) - Vicente Ybiernas (1947-1949) - Rafael Jalandoni (1950-1952) - Juan Borja (1953) - Dominador Jover (1954) - Rodolfo Ganzon (1955-1961) - Reinerio Ticao (1962-1971) | - Rodolfo Ganzon (1972) - Francisco Garganera (1972-1976) - T.S. Zafiro Ledesma (1976-1979) - Luis Herrera (1979-1986) - Rosa Caram (1986-1987) - Antonio Hechanova (1987-1988) - Rodolfo Ganzon (1988-1991) - Mansueto Malabor (1991-1992) - Jerry Treñas (1992) - Mansueto Malabor (1992-2001) - Jerry Treñas (2001-2010) - Jed Patrick Mabilog (2010-2016) |

## Geboren
- Antonio Jayme (1854-1937), jurist en politicus
- Graciano López Jaena (1856-1896), revolutionair en een nationale held
- Aniceto Lacson (1857-1931), suikerbaron, grootgrondbezitter en revolutionair
- Francisco Villanueva (1867–1923), politicus
- Francisco Soriano (4 oktober 1869), politicus (overleden 1937);
- Ramon Avanceña (1872-1957), rechter
- Francisco Zulueta (1891-1947), senator en rechter
- Pura Villanueva-Kalaw (1886-1954), schrijfster en suffragette
- Jose Zulueta (1889-1972), politicus
- Paulino Alcántara (1896-1964), Spaans-Filipijns voetballer
- Charlie Davao (1934 of 1935-2010), acteur
- Antonio Ledesma (1943), aartsbisschop
- Miriam Defensor-Santiago (1945-2016), rechter en politicus
- Francis Jardeleza (1949), Solicitor General en rechter Hooggerechtshof
- Eugenio Torre (1951), schaker
- Grace Poe-Llamanzares (1968), politicus